# John Wilkes Booth
John Wilkes Booth (født 10. maj 1838, død 26. april 1865) var den amerikanske skuespiller, der myrdede præsident Abraham Lincoln den 14. april 1865 under forestillingen Our American Cousin i Ford's Theatre i Washington D.C.. Han råbte: "Sic semper tyrannis" – sådan går det altid tyrannerne.